# Les Galeries Rive Nord
Les Galeries Rive Nord sont un centre commercial situé à Repentigny, au Québec (Canada).
L'établissement inauguré en 1975 et détenu par Cominar regroupe 130 boutiques.

## Localisation
Les Galeries Rive Nord sont situés sur le Boulevard Brien dans la ville de Repentigny, en bordure de l'Autoroute 40 (Québec)

## Histoire
Les Galeries Rive-Nord sont construites en 1974-1975 par la firme Ira Young & Associates, en même temps que Place Rosemère. Le plan original prévoit 45 boutiques et deux supermarchés, soit un Woolco et un Dominon. La cérémonie d'ouverture a lieu le 1er décembre 1975 en présence d'Ira Young et du maire Louis-Philippe Picard.
De 1988 à 1992, le centre commercial est en expansion, avec quatre agrandissements inaugurés sur quatre années successives, dont celui qui accueille le magasin Sears. Un travailleur de 61 ans meurt sur le chantier d'agrandissement en tombant d'un échafaud.
Le 30 septembre 1991, Ivanohé Cambridge, le bras immobilier de la Caisse de dépôt et placement du Québec, devient propriétaire à 50% du centre commercial, en achetant la moitié des parts que détient la Nord-américaine, compagnie d'assurance-vie (en) dans l'immeuble. Le taux d'inoccupation est alors de 4%. 
En 1992, tandis que les centres commerciaux concurrents (Place Versailles, Galeries d'Anjou) misent sur les chaînes de magasin, 65% des locataires des Galeries Rive-Nord sont des commerçants indépendants.
En février 1995, la Caisse achète la totalité du centre commercial. À ce moment, le centre commercial comprend 170 locaux d'une superficie totale de 512 490 pieds carrés (47 612 m2). Les locataires majeurs sont alors Wal-Mart, Sears, Canadian Tire et Provigo.
En 2004, la Caisse revend la moitié de ses parts à la Commerz Grundbesitz Investmentgesellschaft (de), une filiale immobilière de la Commerzbank allemande. En 2008, la foire alimentaire est rénovée et un magasin Atmosphère s'implante.
Les parts de la Commerzbank sont rachetées par la Caisse en 2012. Deux ans plus tard, le centre est de nouveau transigé ― à Cominar, cette fois. À cette date, le centre a une superficie locative de 569 000 pieds carrés (52 862 m2).
Implantée depuis l'ouverture du centre, la librairie indépendante Raffin est évincée de son local en 2017 à la suite de négociations entre Cominar et le géant Renaud-Bray,. L'affaire est portée devant les tribunaux, mais Raffin est déboutée, et quitte le centre commercial. Soutenue par des manifestations de clients,, la petite librairie s'installe l'automne suivant dans un local à proximité des Galeries Rive-Nord,
Le magasin Sears ferme ses portes en 2018, tandis qu'est rénové et agrandi le magasin Wal-Mart. En 2023 des rénovations du local de Sears ont lieu et une succursale de Meubles RD (emplacement du Sears) et d'Avril (emplacement de Toys 'R' Us) s'installent dans le centre commercial,.

## Description
Le centre commercial est parmi les plus importants dans la région administrative de Lanaudière. Son marché principal est le territoire de Repentigny et son aire secondaire est le sud de Lanaudière. 
Il regroupe plus de 130 boutiques et magasins, dont plusieurs chaînes nationales telles que H&M, Linen Chest, Walmart et Sports Experts. Les Galeries Rive Nord reçoivent la visite de 7,2 millions de clients annuellement. 
À l'intérieur même du centre commercial, on y retrouve une variété de services telle qu'un accès Internet via Wi-Fi ou le prêt de poussettes et fauteuils roulants.